# Абель Пачеко
Абель Пачеко де ла Еспріелья (ісп. Abel Pacheco de la Espriella; нар. 22 грудня 1933) — костариканський політик, сорок перший президент Коста-Рики.

## Біографія
Народився в сім'ї фермера, який займався вирощуванням бананів. Здобув медичну освіту за спеціальністю «Психіатрія», втім лікарем не став, а 1970 року влаштувався на телебачення. Одночасно викладав медицину в інституті та займався продажем чоловічої біжутерії. В лютому 1998 року був обраний депутатом парламенту Коста-Рики від Партії соціал-християнської єдності. 10 червня 2001 року його обрали кандидатом у президенти. За результатами президентських виборів 2002 року він виборов 38,6 % голосів у першому турі та 58 % — у другому. У своїй інавгураційній промові він заявив, що його метою є створення «екологічної держави» та припинення розвідки родовищ нафти і золота.

### Президентство
За адміністрації Пачеко сповільнились темпи нафторозвідки, 95 % електроенергії, що споживалась у Коста-Риці, почали вироблятись за рахунок екологічно чистих і відновлюваних ресурсів. Головне досягнення його уряду — збереження більшої частини країни у первісному вигляді.
Пачеко розпочав запеклу боротьбу з корупцією, зробивши Коста-Рику найбільш привабливою країною для інвесторів у регіоні, став одним з ініціаторів міжнародного закону, що забороняв клонування людини, в чому його підтримав Джордж Вокер Буш.
У зовнішній політиці Пачеко став противником військової операції коаліції в Іраку, заявивши, що костариканські війська ніколи не вирушать в Ірак. Його боротьба за екологію викликала невдоволення великих нафтовидобувних компаній (у тому числі й американських). Вийшов у відставку 8 травня 2006 року після завершення терміну президентських повноважень.